# Halqat al-ʿazzāba
Die Halqat al-ʿAzzāba (arabisch حلقة العزابة Kollegium der Einsiedler, DMG ḥalqat al-ʿazzāba) ist ein lokales Beratungsgremium bei den Ibaditen des Maghreb. Während es heute nur noch bei den algerischen Ibaditen im M'zab und in Ouargla existiert und dort großen Einfluss auf die ibaditische Gesellschaft hat, existierte es früher auch auf der Insel Djerba in Tunesien und im Dschabal Nafusa in Libyen. Als Begründer dieser Institution gilt der ibaditische Gelehrte Abū ʿAbdallāh Muhammad ibn Bakr al-Farastā'ī (gest. 1048/49). Er soll die erste Halqa 1018 in einem Ort bei Touggourt im Oued Righ gegründet haben. Die Halqat al-ʿAzzāba bildet das oberste Organ in der Gemeinschaft der Ibaditen, steht auf gleicher Stufe mit dem Imam und vertritt diesen. Der Rat besteht aus zehn bis sechzehn Mitgliedern, je nach Größe der Stadt oder des Dorfes. In der Sitzung diskutieren und entscheiden die Mitglieder über die unterschiedlichsten Themen, die die ibaditische Lebensgemeinschaft betreffen. Dank dieses Systems konnten die Ibaditen in Nordafrika überleben, obwohl sie von ihren Feinden jahrzehntelang verfolgt wurden.

## Sprachliche Ableitung
Der arabische Ausdruck ḥalqat al-ʿazzāba setzt sich aus zwei Wörtern zusammen: ḥalqa („Ring, Kreis, Zirkel, Kollegium“) und ʿazzāba („Einsiedler“) zusammen. Letzteres Wort leitet sich von dem arabischen Wortstamm ʿ–z–b ab, der die Grundbedeutungen „fern sein von“ sowie „ledig, unverheiratet sein“ hat. Die Ibaditen knüpfen bei der Erklärung dieses Worte an die erste Bedeutung des Wortstamms an und meinen, dass die ʿAzzāba (Singular ʿazzābī) deswegen so genannt werden, weil sie auf weltliche Güter verzichten und unter sich leben, um sich darauf konzentrieren zu können, der Gemeinschaft zu dienen.
Roberto Rubinacci vermutete hingegen, dass der Begriff ʿazzāba ursprünglich ehelose Männer bezeichnete und die Institution auf christlichen Einfluss zurückgeht. Er ging davon aus, dass die ʿAzzāba ein Gegenstück zu den im Zölibat lebenden Priestern und Mönchen sind, also ein Leben ohne Ehefrau und Familie führen, um für Gott allein leben und arbeiten zu können. Er stützte seine Vermutung auf eine Erzählung aus dem Buch von Abū Zakariyā al-Wardschalānī. Hier heißt es, dass ein ibaditischer Gelehrter von der Heirat eines ʿAzzābī erfuhr und daraufhin gesagt haben soll, dass er lieber von dessen Tod als der Nachricht seiner Heirat erfahren hätte. Rubinacci entdeckte außerdem viele Gemeinsamkeiten zwischen dem Leben der Mönche im Kloster und den „ʿAzzāba“ in der Moschee. Zum Beispiel ähnele die Kleidung, die Pflicht zur Rasur, der Ausschluss aus der Gemeinschaft bei Regelbruch, oder die gemeinsame Mahlzeit zweimal täglich.
Das Wort ḥalqa („Kreis“) wird deswegen für das Gremium verwendet, weil seine Mitglieder während ihrer Sitzungen einen engen Kreis bilden, ohne Zwischenräume, damit niemand, auch nicht der Teufel, eindringen kann.

## Entstehung und Entwicklung
Eine Vorform der Halqat al-ʿAzzāba findet sich bereits während der späten Umayyadenzeit und frühen Abbasidenzeit im Irak. Der ibaditische Gelehrte Abū ʿUbaida Muslim ibn Abī Karīma  unterrichtete fünf Schüler im Kreis sitzend in seiner Werkstatt. Da die Ibaditen verfolgt wurden, geschah dies heimlich. Die Regeln für diese Institution wurden aber zum ersten Mal durch den ibaditische Gelehrten Abū ʿAbdallāh Muhammad ibn Bakr al-Farastā'ī festgelegt. Er gilt als der eigentliche Begründer der Halqat al-ʿAzzāba. Nach der ibaditischen Geschichtsschreibung entsandte 1018 der Imam Abū Zakaryā ibn Abī Miswar aus Djerba eine Gruppe von jungen Verwandten, unter denen auch zwei seiner Söhne waren, zu al-Farastā'ī, um bei ihm in die Lehre zu gehen. Sie baten ihn, „ihnen vorzusitzen und das Kollegium (ḥalqa) herzurichten“. Muhammad ibn Bakr weigerte sich zunächst, aber nach vier Monaten und intensiven Bitten der Studenten kam er ihrem Wunsch nach, und es gründete sich die Halqa.
Muhammad ibn Bakr errichtete ein System, das nach seinem Tod von seinen Schülern fortgeführt wurde. In der ersten Hälfte des 12. Jahrhunderts entwickelte Abū ʿAmmār ʿAbd al-Kāfī das System weiter und ergänzte Regeln.

## Voraussetzungen für die Mitgliedschaft
Nach der von Muhammad ibn Bakr entworfenen Ordnung gilt für die Mitglieder der Halqa Tonsurpflicht, d. h. sie müssen bei Eintritt ihr Kopfhaar rasieren und dürfen es danach nicht mehr langwachsen lassen. Außerdem müssen sie weiße ungefärbte Kleidung tragen.
Auch heute noch ist die Mitgliedschaft in der Halqat al-ʿAzzāba an bestimmte Voraussetzungen geknüpft. Dazu gehört zum Beispiel, dass die betreffende Person den Koran auswendig kennt, also ein Hāfiz ist, dass sie das Studium liebt und kontinuierlich lernt und unterrichtet und dass sie keinen weltlichen Geschäften nachgeht, die häufige Marktbesuche notwendig machen.

## Struktur
Die ʿAzzāba leben in der Halqa zusammen nach Art einer koinobitischen Wohngemeinschaft. Nach der von Muhammad ibn Bakr entworfenen Ordnung steht an der Spitze der Halqa ein Scheich, der seine Position bis zum Ende seines Lebens behält. Er leitet die ʿAzzāba, kümmert sich um die Verwaltung, wirkt als Richter und Lehrer und ist für die materiellen Besitztümer (ḥubus) und das spirituelle Wohlbefinden der Halqa zuständig. Ihm steht ein Chalīfa zur Seite, der ihm bei Notwendigkeit vertreten kann. Er ernennt eine Anzahl von Assistenten (ʿurafāʾ, Singular: ʿarīf), von denen einer die kollektive Rezitation des Korans leitet, während ein anderer für die gemeinsamen Mahlzeiten zuständig ist, und wiederum andere für die Studienzeiten.
Nach dem in Oman publizierten „Lexikon der ibaditischen Begriffe“ (Muʿǧam muṣṭalaḥāt al-Ibāḍīya) besteht der ʿAzzāba-Rat meistens aus zwölf Personen, die verschiedene Aufgaben haben:
- dem Scheich der Halqa, der die Predigt übernimmt und Walāya und Barā'a deklariert,
- dem Gebetsimam, der als Vorbeter der Gemeinde fungiert und Eheschließungen in der Moschee leitet,
- dem Muezzin, der zum Gebet ruft und den Imam bei Abwesenheit vertritt,
- zwei Moscheebeauftragten, die die Aufsicht über die Liegenschaften und Stiftungen der Moschee führen.
- den Koranrezitatoren der Zusammenkünfte, die die sogenannten Lafqī-Zusammenkünfte leiten,
- den Imsiridan genannten Wäschern, die dafür zuständig sind, die Toten zu waschen, in Leichentücher einzuhüllen und zu begraben,
- und dem Qādī des Ortes, der über die Rechtsfälle entscheidet.[16]

## Aufgaben der Halqa
Zu den Aufgaben, die die Halqa heute hat, gehören die Beaufsichtigung des Unterrichtswesens, die soziale Fürsorge für die Menschen durch Verpflichtung der Reichen zur Unterstützung der Armen, die Lösung von Konflikten, die zwischen den Menschen entstehen, die Überwachung der Stiftungsgüter der Moscheen, die Bewahrung der Märkte vor unrechtmäßigen Praktiken, die Organisation der örtlichen Aufsicht über die Vermögensgüter der Menschen, die Verurteilung und Bestrafung von Aufrührern und Kriminellen und die Organisation der auswärtigen Beziehungen.
Auf Landesebene steht heute an der Spitze der ʿAzzāba der Oberste ʿAzzāba-Rat (al-maǧlis al-aʿlā li-l-ʿazzāba), dem der Groß-Scheich (aš-šaiḫ al-akbar) vorsteht. Er muss ʿAzzāba-Scheich in seinem Ort sein und vertritt den Imam in Zeiten der Geheimhaltung. Der Rat urteilt über diejenigen ʿAzzāba, die sich eines Vergehens schuldig gemacht haben. Große Vergehen werden mit Barā'a bestraft. Sie wird so lange aufrechterhalten, bis der ʿAzzābī Tauba leistet. Er kann dann aber nicht mehr in den ʿAzzāba-Rat zurückkehren. Bei kleinen Vergehen wird eine geheime Sitzung zur Disziplinierung abgehalten, und der ʿAzzābī wird für eine bestimmte Zeit aus dem ʿAzzāba-Rat ausgeschlossen, ohne dass die Menschen davon erfahren.